# Clavelina viola
Clavelina viola is een zakpijpensoort uit de familie van de Clavelinidae. De wetenschappelijke naam van de soort is voor het eerst geldig gepubliceerd in 1976 door Tokioka & Nishikawa.